# Islas Salomón en los Juegos Olímpicos de Londres 2012
Las Islas Salomón estuvieron representadas en los Juegos Olímpicos de Londres 2012 por cuatro deportistas, dos hombres y dos mujeres, que compitieron en tres deportes.
La portadora de la bandera en la ceremonia de apertura fue la halterófila Jenly Tegu Wini. El equipo olímpico salomonense no obtuvo ninguna medalla en estos Juegos.